# Beauvoir (Yonne)
Pour les articles homonymes, voir Beauvoir.
Beauvoir est une commune française située dans le département de l'Yonne, en région Bourgogne-Franche-Comté.
Ses habitants sont appelés les Bellovidériens.

## Géographie
La commune de Beauvoir se trouve en plein cœur de l'Yonne (89), non loin d'Auxerre, de Toucy (connue comme ville natale de Pierre Larousse, l'illustre fondateur des dictionnaires du même nom). Cette commune se trouve nichée au cœur d'une sorte de vallée, elle est surplombée par la colline de la Champagne. Cette colline héberge d'ailleurs le réservoir municipal qui alimente une bonne partie de la commune (L'Epinoy par exemple). L'autre partie étant sous la tutelle du syndicat des eaux (Les Tessons ou le lotissement la Pelle de la Cité).

### Climat
Pour des articles plus généraux, voir Climat de la Bourgogne-Franche-Comté et Climat de l'Yonne.
En 2010, le climat de la commune est de type climat océanique dégradé des plaines du Centre et du Nord, selon une étude du Centre national de la recherche scientifique s'appuyant sur une série de données couvrant la période 1971-2000. En 2020, Météo-France publie une typologie des climats de la France métropolitaine dans laquelle la commune est exposée à un climat océanique altéré et est dans la région climatique  Centre et contreforts nord du Massif Central, caractérisée par un air sec en été et un bon ensoleillement. 
Pour la période 1971-2000, la température annuelle moyenne est de 11,2 °C, avec une amplitude thermique annuelle de 15,5 °C. Le cumul annuel moyen de précipitations est de 761 mm, avec 12,2 jours de précipitations en janvier et 7,6 jours en juillet. Pour la période 1991-2020, la température moyenne annuelle observée sur la station météorologique de Météo-France la plus proche, « Aillant », sur la commune de Montholon à 9 km à vol d'oiseau, est de 11,5 °C et le cumul annuel moyen de précipitations est de 727,4 mm. 
La température maximale relevée sur cette station est de 42,7 °C, atteinte le 24 juillet 2019 ; la température minimale est de −23,5 °C, atteinte le 25 février 1986,,. 
Les paramètres climatiques de la commune ont été estimés pour le milieu du siècle (2041-2070) selon différents scénarios d'émission de gaz à effet de serre à partir des nouvelles projections climatiques de référence DRIAS-2020. Ils sont consultables sur un site dédié publié par Météo-France en novembre 2022.

## Urbanisme

### Typologie
Au 1er janvier 2024, Beauvoir est catégorisée commune rurale à habitat dispersé, selon la nouvelle grille communale de densité à sept niveaux définie par l'Insee en 2022.
Elle est située hors unité urbaine. Par ailleurs la commune fait partie de l'aire d'attraction d'Auxerre, dont elle est une commune de la couronne,. Cette aire, qui regroupe 104 communes, est catégorisée dans les aires de 50 000 à moins de 200 000 habitants,.

### Occupation des sols
L'occupation des sols de la commune, telle qu'elle ressort de la base de données européenne d’occupation biophysique des sols Corine Land Cover (CLC), est marquée par l'importance des territoires agricoles (67,5 % en 2018), en diminution par rapport à 1990 (75,8 %). La répartition détaillée en 2018 est la suivante : 
terres arables (62,9 %), forêts (23,8 %), zones urbanisées (8,7 %), zones agricoles hétérogènes (4,6 %). L'évolution de l’occupation des sols de la commune et de ses infrastructures peut être observée sur les différentes représentations cartographiques du territoire : la carte de Cassini (XVIIIe siècle), la carte d'état-major (1820-1866) et les cartes ou photos aériennes de l'IGN pour la période actuelle (1950 à aujourd'hui).

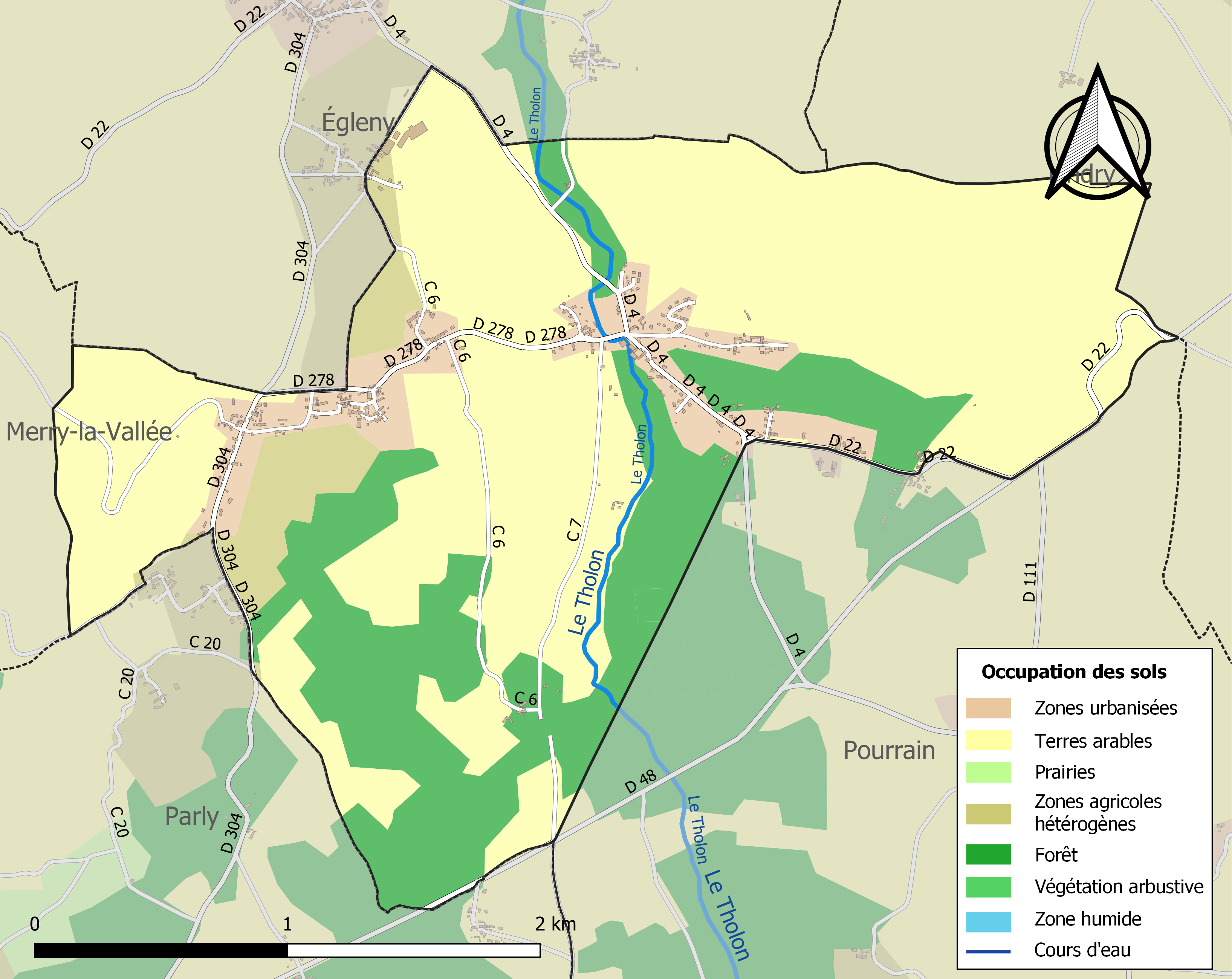
Carte des infrastructures et de l'occupation des sols de la commune en 2018 (CLC).

## Toponymie
Forteresse ou village beau à voir, disposant d'une belle vue.

## Histoire
La commune de Beauvoir fut gérée pendant près de 43 ans par Michaut Bernard, qui acheva ses mandats pour laisser place à Vincent Roland durant un mandat, jusqu'en 2008. La commune fit de nombreux aménagements et se retrouve aujourd'hui très bien équipée pour sa modeste taille ; en effet, la commune dispose d'une salle des fêtes aux équipements modernes, d'un terrain de football d'une belle taille, d'un court de tennis, d'une église régulièrement rénovée et entretenue ainsi que d'un terrain multisports et d'une aire de jeux pour enfants.

## Politique et administration
| Période   | Période  | Identité | Étiquette | Qualité |
| --------- | -------- | -------- | --------- | ------- |
| mars 2008 | En cours | Luc Roux | SE        | maire   |

Source : site du conseil général de l'Yonne.

## Démographie
L'évolution du nombre d'habitants est connue à travers les recensements de la population effectués dans la commune depuis 1793. Pour les communes de moins de 10 000 habitants, une enquête de recensement portant sur toute la population est réalisée tous les cinq ans, les populations de référence des années intermédiaires étant quant à elles estimées par interpolation ou extrapolation. Pour la commune, le premier recensement exhaustif entrant dans le cadre du nouveau dispositif a été réalisé en 2005.

En 2022, la commune comptait 394 habitants, en évolution de +1,03 % par rapport à 2016 (Yonne : −1,95 %, France hors Mayotte : +2,11 %).
| 1793 | 1800 | 1806 | 1821 | 1831 | 1836 | 1841 | 1846 | 1851 |
| ---- | ---- | ---- | ---- | ---- | ---- | ---- | ---- | ---- |
| 403  | 327  | 406  | 413  | 437  | 449  | 449  | 447  | 409  |

| 1856 | 1861 | 1866 | 1872 | 1876 | 1881 | 1886 | 1891 | 1896 |
| ---- | ---- | ---- | ---- | ---- | ---- | ---- | ---- | ---- |
| 416  | 395  | 364  | 392  | 400  | 389  | 390  | 365  | 349  |

| 1901 | 1906 | 1911 | 1921 | 1926 | 1931 | 1936 | 1946 | 1954 |
| ---- | ---- | ---- | ---- | ---- | ---- | ---- | ---- | ---- |
| 333  | 324  | 311  | 265  | 256  | 249  | 239  | 255  | 265  |

| 1962 | 1968 | 1975 | 1982 | 1990 | 1999 | 2005 | 2006 | 2010 |
| ---- | ---- | ---- | ---- | ---- | ---- | ---- | ---- | ---- |
| 227  | 204  | 208  | 236  | 287  | 299  | 329  | 334  | 344  |

| 2015 | 2020 | 2022 | - | - | - | - | - | - |
| ---- | ---- | ---- | - | - | - | - | - | - |
| 386  | 395  | 394  | - | - | - | - | - | - |

## Culture locale et patrimoine

### Lieux et monuments
- Un auditoire de justice construit en 1769, pour régler la justice des sept paroisses de Pourrain, Parly, Merry-la-Vallée, Beauvoir, Saint-Martin-sur-Ocre, Égleny et Lindry. Il fonctionna jusqu'en 1790.

Contrairement aux communes avoisinantes, Beauvoir est un petit village dépourvu de bourg. L'église et le cimetière constituent le centre de la commune, ils sont situés non loin de la mairie et de l'école primaire. L'hébergement est possible sur place, dans un complexe situé dans le quartier de l'Epinoy.
Depuis 2008, une salle de spectacle pluridisciplinaire est installée sur la place de l'église :  Le Bellovidère, théâtre à taille humaine.
Depuis 2011, la commune organise également son Marché annuel nocturne des producteurs locaux, le premier samedi du mois d'août.

### Personnalités liées à la commune
- Ernest Designolle (1850-1941), peintre, né à Beauvoir.

## Pour approfondir